# Ge 4/4 III
Az MGB Ge 4/4 III a Matterhorn-Gotthard-Bahn vasút egyik 1000 mm-es nyomtávolságú, Bo'Bo' tengelyelrendezésű, 11 kV 16,7 Hz váltakozó áramú villamosmozdony-sorozata. 1979-ben gyártotta a BBC és az SLM. Összesen kettő db készült belőle.